# クム・ボラ
クム・ボラ（금보라、漢字：琴宝羅、1961年2月21日 - ）は大韓民国の女優。本名はソン・ミジャ（손미자、漢字：孫美子）。血液型B型。身長162cm、体重46kg。

## 概要
忠清南道唐津郡出身。1978年『水しぶき』の漁師の妻役でデビュー。大鐘新人賞を受賞。化粧品のモデルなどを務めた。きれいな役柄から豪快なおばさん役まで幅ひろくこなす。2005年11月にIT企業家と結婚した。

## 出演作品
- 1980年 『水しぶき』『白い微笑み』
- 1981年 『一寸法師が打ち上げた小さなボール』『都市へ行った娘』
- 1982年 『友達の恋人』『チョンノブルース』
- 1983年 『あなたが必要です』（ソウルオリンピック広報映画）
- 1985年 『商売の夢』
- 1986年 『クムダルレ』『天使、沼で眠る』
- 1987年 『ブルーハート』
- 1989年 『オオカミの好奇心が鳩を盗んだ』
- 1993年 『蜜月旅行』
- 1998年 『7人の新婦』
- 1999年 『暗行御史』
- 2000年 『半分だね』
- 2001年 『太祖王建』
- 2002年 『狐と綿あめ』『黄金馬車』『異色劇場2人の男性の話』
- 2003年 『宮廷女官チャングムの誓い』（原題：『大長今』トックの妻役）
- 2005年 『ルル姫』（パク役）
- 2006年 『ナンパの定石』（チョン女史役）
- 2006年 『春のワルツ』（ヒョン・ジスク（チェハの母）役）『不良家族』（オム・ジスク役）
- 2008年 『妻の誘惑』『スポットライト』（ウジンの母役）
- 2010年 『済衆院』（ソンナンの母役）
- 2014年 『私はチャンボリ』（ジェヒの母役）